# Wohn- und Wirtschaftsgebäude Kraienholt 26
Das Wohn- und Wirtschaftsgebäude Kraienholt 26 in der niedersächsischen Samtgemeinde Land Hadeln, Gemeinde Wingst, im Landkreis Cuxhaven, stammt vom 19. Jahrhundert. Aktuell (2024) wird es als Wohnhaus und gewerblich genutzt.
Das Gebäude steht unter Denkmalschutz (siehe auch Liste der Baudenkmale in Wingst).

## Geschichte und Beschreibung
Wingst wurde 1301 als Wingsthöhe erstmals erwähnt und als organisatorische Einheit Wingster District erst um 1770.
Das eingeschossige traufständige Gebäude in Einzellage an einer Weggabelung als Zweiständer-Hallenhaus in Fachwerk mit Steinausfachungen und reetgedecktem Satteldach wurde 1841 (Inschrift) gebaut. Die Giebel mit der Grooten Door und der waagerechten Verbretterung in der Giebelspitze wurden mit holländischen Dreiecken ausgemauert.
Das Landesdenkmalamt befand u. a.: „… regionstypisches Hallenhaus in Zweiständerkonstruktion …“